# فريدريش باروت
فريدريش باروت (بالألمانية: Johann Jakob Friedrich Wilhelm Parrot) (و. 1791 – 1841 م) هو مستكشف، وفيزيائي، وأستاذ جامعي من الإمبراطورية الروسية . ولد في كارلسروه .
توفي في تارتو ، عن عمر يناهز 50 عاماً.

## التعليم
تعلم في جامعة تارتو